# Derecho escocés
El derecho escocés es el sistema legal de Escocia. Es un sistema legal híbrido o mixto, que contiene leyes civiles y elementos del Common Law (derecho anglosajón) el cual hunde sus raíces en diferentes fuentes históricas.  Junto con la Ley Inglesa y la Ley de Irlanda del Norte, es uno de los tres sistemas legales en el Reino Unido. Comparte algunos elementos con los otros dos sistemas, pero tiene sus fuentes, instituciones y jurisprudencia propia.
Las primeras leyes escocesas, de antes del siglo XI, eran una mezcla de las diferentes tradiciones legales de los distintos grupos culturales que habitaban el país en ese momento: pictos, galos, británicos, anglosajones y nórdicos. La introducción del feudalismo del siglo XI y la expansión del reino de Escocia, establecieron las modernas raíces de la ley escocesa, que fue paulatinamente influenciada por otras tradiciones legales, especialmente las continentales. Aunque hubo alguna influencia indirecta de la ley Romana sobre la ley Escocesa, la influencia directa de la ley Romana fue desdeñada hasta alrededor del siglo quince. Después de este tiempo, la ley Romana fue a menudo adoptada en disputas de juicios, en una forma adaptada, en donde no había reglas escocesas nativas para resolver una disputa; y la ley Romana fue de esta forma parcialmente integrada en la ley Escocesa.
La ley Escocesa reconoce cuatro fuentes de ley: la legislación, los precedentes legales, los escritos académicos específicos y la costumbre. La legislación adoptada por Escocia puede haber pasado por el parlamento Escocés, el parlamento del Reino Unido, el parlamento Europeo, y el Consejo de la Unión Europea. Algunas legislaciones pasadas antes de 1707 por el Parlamento de Escocia son todavía válidas.
Desde el Acta de Unión con Inglaterra en 1707, Escocia ha compartido una asamblea legislativa con Inglaterra y Gales. Escocia se quedó con un sistema legal fundamentalmente diferente al del sur de la frontera, pero la unión ejerció una influencia inglesa sobre la ley escocesa. En los últimos años, la legislación escocesa también se ha visto afectada por la legislación europea bajo los Tratados de la Unión Europea, los requisitos de la Convención Europea de Derechos Humanos (firmado por los miembros del Consejo de Europa) y volver a convocar el Parlamento escocés, que puede aprobar la legislación en todos los ámbitos no reservados a Westminster, como se detalla en la Ley de Escocia de 1998.

## Escocia como una jurisdicción distinta
El Reino Unido es casi un estado federal consistente en tres jurisdicciones:(a) Inglaterra y Gales (b) Escocia y (c) Irlanda del Norte.  Hay diferencias importantes entre el Derecho escocés, la ley Inglés y la ley de Irlanda del Norte en áreas como el derecho de propiedad, derecho penal, derecho fideicomisos, la ley de herencia, derecho probatorio y de la familia, mientras que hay más similitudes en las áreas de nacionales interés, tales como el derecho comercial, derechos de los consumidores,  la fiscalidad, la legislación laboral y las normas de salud y seguridad.
Los ejemplos de las diferencias entre las jurisdicciones incluyen la edad de la capacidad legal (16 años en Escocia, 18 años en Inglaterra y Gales), el uso de los jurados de 15 miembros de los juicios penales en Escocia (en comparación con 12 jurados miembros en Inglaterra y Gales), que siempre deciden por mayoría simple, el hecho de que el acusado en un juicio penal no tiene el derecho de elegir a un juez o jurado, los jueces y los jurados de los juicios penales que el "tercer veredicto" de "no probado" a su disposición, y el hecho de que la equidad no era una rama distinta de la ley escocesa.
Hay también diferencias en la terminología usada entre las jurisdicciones. Por ejemplo, en Escocia no hay Jueces de la Corte o Corte de la Corona pero hay Cortes de Sheriff y el Departamento de Justicia. El Servicio del Procurador Fiscal proporciona el proceso de independencia pública para Escocia como el Servicio de Juicio de la Corona en Inglaterra y Gales y Servicio de Proceso Público En Irlanda del Norte.

## Historia
La ley Escocesa puede ser ubicada en sus inicios como un modelo de sistemas de costumbres diferentes entre las primeras culturas Escocesas hasta su papel moderno como una de las tres jurisdicciones legales del Reino Unido. las diferentes fuentes históricas de la ley escocesa incluyen costumbre, ley feudal, ley canónica, ley romana y ley inglesa tienen creado un híbrido o sistema legal mezclado.
La naturaleza de la ley Escocesa antes del Siglo XI es en gran medida especulativa pero probablemente, fue una mezcla de diferentes tradiciones legales representando las diferentes culturas que habitaban el territorio al mismo tiempo, incluyendo costumbres de origen Celta, Gales, Irlandés, Escandinavos y Anglo-Sajón.  Existe evidencia que sugiere que hasta el siglo XVII las leyes de matrimonio en las tierras altas de Escocia e Islas todavía reflejaban costumbre celtas, contrariamente a los principios religiosos católicos. La formación del Reino de Escocia y su supeditación de las culturas de alrededor, acabaron en la Batalla de Carham, la cual estableció cuáles son aproximadamente los límites de la Escocia contemporánea continental.  Las Hébridas Exteriores fueron añadidas después de la Batalla de Largs en 1263 y las Islas del Norte fueron adquiridas en 1469, completando lo que hoy es la jurisdicción legal de Escocia.
Desde el siglo XI el feudalismo fue gradualmente introducido a Escocia e instauró la ocupación de tierra feudal sobre muchas partes del sur y este, las cuales finalmente se extendieron hacia el norte.  Con el feudalismo comenzaron a desarrollarse en Escocia los primeros sistemas judiciales, incluyendo las primeras formas de Juzgados de Sheriff 
Bajo Robert the Bruce la importancia del Parlamento de Escocia creció a medida que les convocó más frecuentemente y su composición cambió para incluir mayor representación de los burgueses y pequeños propietarios de tierras.  En 1318, un parlamento en Scone promulgó un código de leyes que se basó en prácticas más antiguas, pero también fue dominado por los acontecimientos actuales y se centró en los asuntos militares y la conducción de la guerra.
Desde el siglo XIV tenemos ejemplos sobrevivientes de la primera literatura jurídico escocesa, como el Regiam Majestatem (sobre el procedimiento en las cortes reales) y el Quoniam Attachiamenta (sobre el procedimiento en las cortes de barón).  Estos dos textos importantes, que fueron copiados, tenían disposiciones de derecho romano y el ius commune insertados o desarrollados, lo que demuestra la influencia que estas dos fuentes tenían en la legislación escocesa.
Desde el reinado del Rey James I hasta el de James V los principios de la profesión legal comenzaron a desarrollarse y la administración de la justicia criminal y civil fue centralizada.  El Parlamento de Escocia se llamaba normalmente una vez al año durante este período y entre sus miembros se definió más.  La evolución de la moderna Corte de Sesiones también se remonta su historia al siglo XVI 15 y principios, con la creación de un grupo especializado de consejeros al rey evolucionando desde el Consejo del Rey, que se refería únicamente a la administración de justicia. En 1528, se estableció que los Señores del Consejo no designados a este cuerpo iban a ser excluidos de sus audiencias y también era el cuerpo que cuatro años más tarde en 1532 se convirtió en el Colegio de Justicia.
El Acta de Unión de 1707 fusionó el Reino de Escocia y el Reino de Inglaterra para formar el nuevo Reino de Gran Bretaña. El artículo 19 de la Ley confirmó continuación de la autoridad del Colegio de Justicia, Tribunal Superior de Justicia y el Tribunal de Magistratura en Escocia.  El artículo 3, sin embargo, se fusionó los Estados de Escocia con el Parlamento de Inglaterra para formar el Parlamento de Gran Bretaña, que tiene su sede en el Palacio de Westminster, Londres. Bajo los términos del Acta de Unión, Escocia conservó sus propios sistemas jurídicos y la educación por separado del resto del país. 
Por otra parte el Parlamento de Gran Bretaña no se limitó en alterar las leyes relativas al derecho público, la política y el gobierno civil, pero en cuanto al derecho privado, solo se permitieron alteraciones para la evidente utilidad de los asuntos dentro de Escocia La Ilustración escocesa entonces revitalizó la legislación escocesa como una disciplina universitaria. La transferencia del poder legislativo a Londres y la introducción de apelación ante la Cámara de los Lores (ahora, apelando a la nueva Corte Suprema del Reino Unido) trajo más influencia Inglesa. Actas del Parlamento comenzaron a crear los estatutos legales unificados aplicables en Inglaterra y Escocia, sobre todo cuando la conformidad fuese considerada necesaria por razones prácticas (como la Venta de Bienes de la Ley 1893). Apelar decisiones de los jueces ingleses levantó preocupaciones por esta llamada a un sistema externo, y en el pasado siglo XIX Las Actas permitieron el nombramiento de los lores escoceses de Recurso Ordinario. Al mismo tiempo, una serie de casos, dejó en claro lo que no está llamado a imponerse desde el Alto Tribunal de Justicia de la Cámara de los Lores. Hoy la Corte Suprema del Reino Unido por lo general tiene un mínimo de dos jueces escoceses para asegurar que algo de experiencia escocés está ejercida sobre los recursos escoceses.
Derecho escocés ha seguido cambiando y desarrollándose en el siglo 20, con el cambio más significativo viniendo bajo la devolución y la formación del Parlamento escocés.

### Escritos académicos

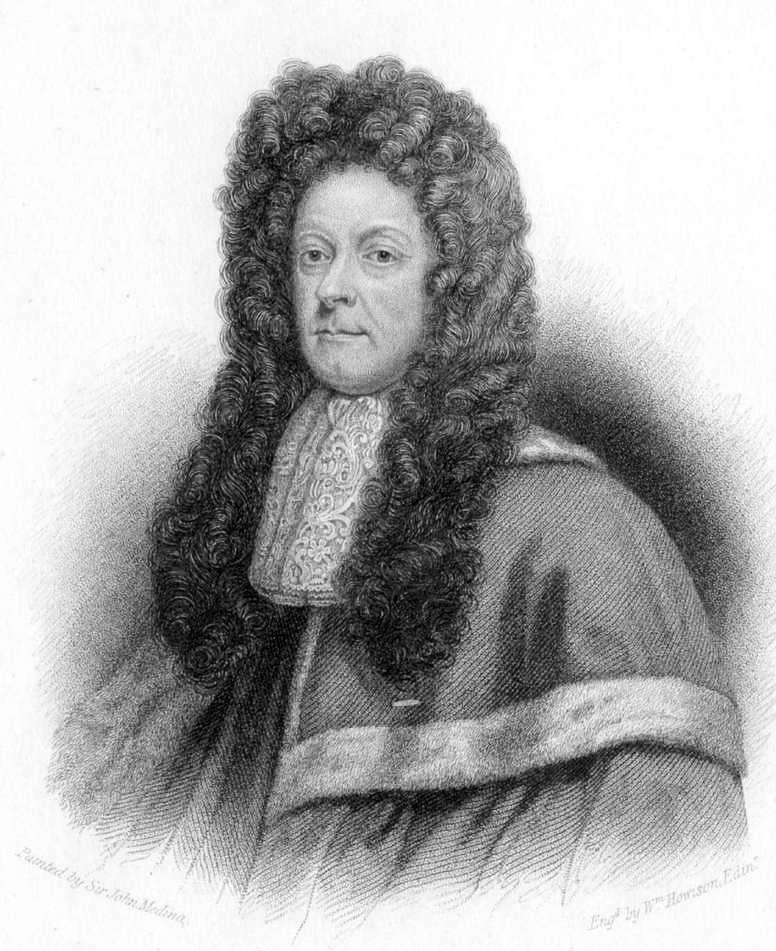
Sir James Dalrymple, Vizconde de Stair

### Ejecutivo

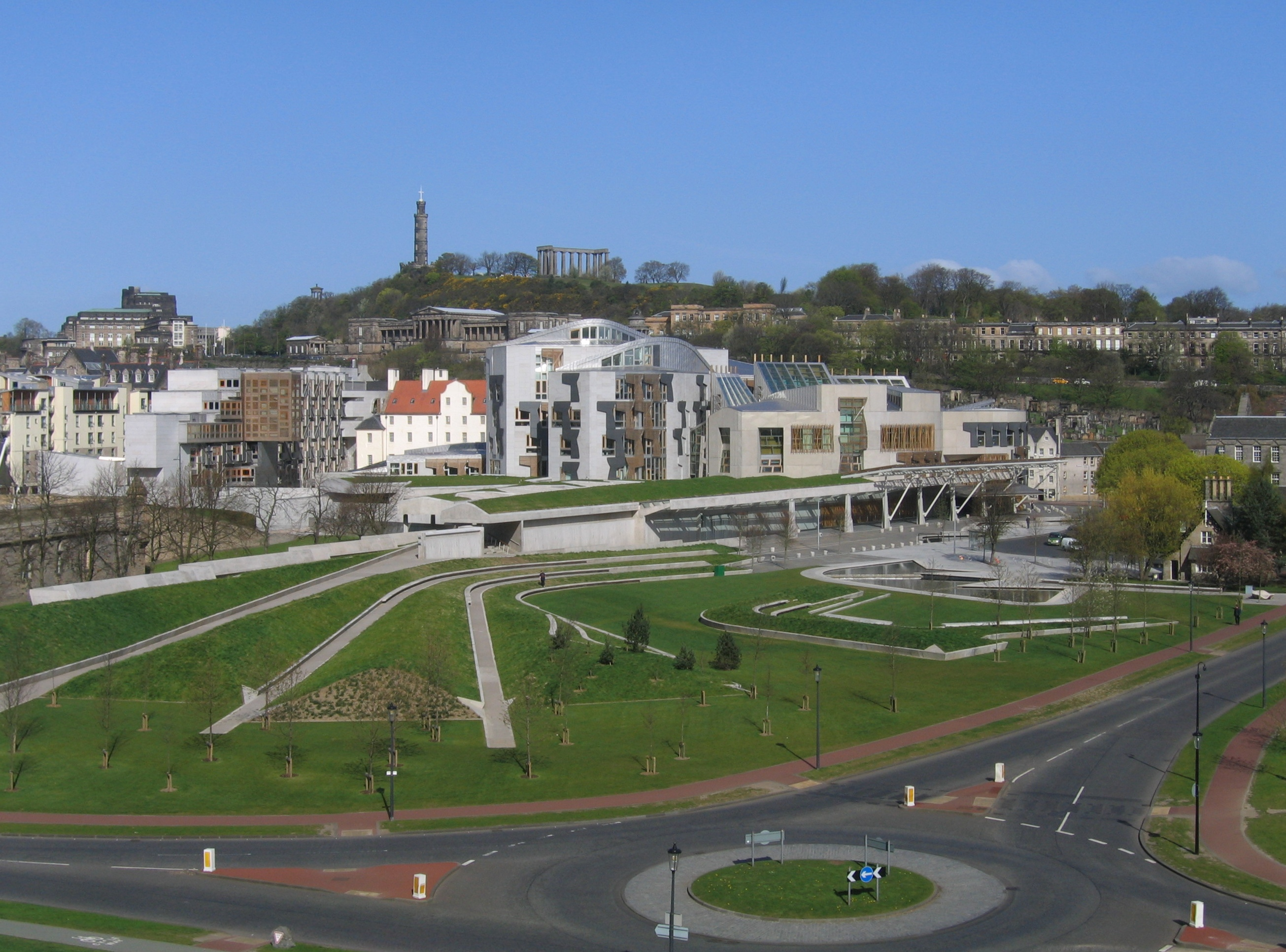
El Parlamento escocés se encuentra en Edimburgo ha delegado facultades para legislar en Escocia.

#### Cortes criminales

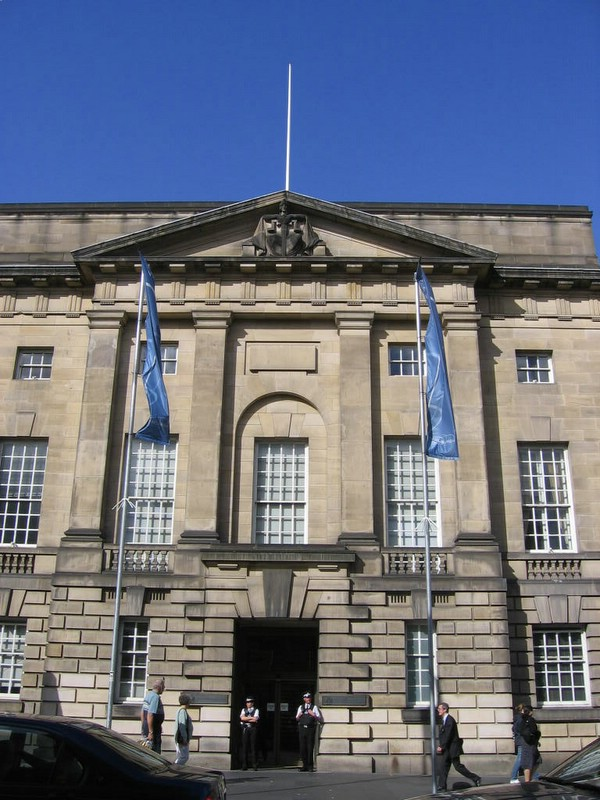
Alta corte de Justicia